# Drosophila robusta (artgrupp)
Drosophila robusta är en artgrupp inom släktet Drosophila och undersläktet Drosophila. Artgruppen innehåller tre artundergrupper och två övriga arter, totalt 14 arter. Arterna inom artgruppen hittas främst i Asiens, Europas och Nordamerikas tempererade områden och många av dem går att föda upp i laboratoriemiljö.

## Artundergrupper

### ArtundergruppenDrosophila lacertosa
- Drosophila gani
- Drosophila huangshanensis
- Drosophila lacertosa
- Drosophila medioconstricta
- Drosophila seyanii
- Drosophila yunnanensis
- Drosophila zonata

### ArtundergruppenDrosophila okadai
- Drosophila neokadai
- Drosophila okadai
- Drosophila unimaculata

### ArtundergruppenDrosophila robusta
- Drosophila pseudosordidula
- Drosophila robusta
- Drosophila sordidula
- Drosophila cheda

## Övriga arter inom artgruppen
- Drosophila bai
- Drosophila pullata